# Arsenović
Arsenović je priimek v Sloveniji, ki ga je po podatkih Statističnega urada Republike Slovenije na dan 1. januarja 2010 uporabljalo 28 oseb in je med vsemi priimki po pogostosti uporabe uvrščen na 10.804. mesto.

## Znani tuji nosilci priimka
- Konstantin Arsenović (1783—1868), srbski slikar
- Teodora Arsenović (1885—1960), srbska igralka